# Colegio Internacional de Filosofía
El Colegio Internacional de Filosofía (Collège international de philosophie), fundado en 1983 en París, bajo el impulso de François Châtelet, Jacques Derrida, Jean-Pierre Faye y Dominique Lecourt, es un organismo de investigación y formación abierto al público.
Situado en París, en el N° 1 de la rue Descartes, funciona según el modelo de las universidades abiertas sin ser una de ellas, y organiza a lo largo del año seminarios, coloquios, conferencias, jornadas de estudio, debates y foros de reflexión. 
La revista publicada por el Colegio se llama Rue Descartes.
La asamblea colegial está constituida no por profesores sino por Directores de programa, título querido por Jacques Derrida para marcar una diferencia fundante con la universidad. Los directores son elegidos por competencia abierta y por un periodo de seis años no renovables.
La Asamblea colegial está presidida por uno de los directores de programa.

## Presidentes sucesivos desde 1983 a 2019
- Jacques Derrida
- Jean-François Lyotard
- Miguel Abensour
- Liliane Escoubas
- Philippe Lacoue-Labarthe
- Michel Deguy
- Paul Henry
- François Jullien
- Jean-Claude Milner
- François Noudelmann
- Bruno Clément
- Evelyne Grossman
- Mathieu Potte-Bonneville
- Diogo Sardinha
- Isabelle Alfandary

## Personalidades destacadas
- Roberto Esposito
- Giorgio Agamben
- Éric Alliez
- Alain Badiou
- Sidi Mohamed Barkat
- Antoine Berman
- Barbara Cassin
- François Châtelet
- Joseph Cohen
- Jacques Derrida
- Corinne Enaudeau
- Lucette Finas
- José Gil
- François Jullien
- Guy Lardreau
- François Laruelle
- Jean Lauxerois
- René Major
- Paola Marrati
- Jean-Clet Martin
- Natacha Michel
- Pascal Michon
- Jean-Claude Milner
- Pierre Péju
- Françoise Proust
- Jacques Rancière
- Philippe-Joseph Salazar
- Bernard Stevens
- François Zourabichvili